# Wasmes (Colfontaine)
Wasmes (wa. Wame-e-Borinaedje, pcd. Wames) – dzielnica (section) gminy Colfontaine w Belgii, w Regionie Walońskim, w prowincji Hainaut, w okręgu Mons. 1 stycznia 2020 roku liczyła 11 632 mieszkańców. Do 31 grudnia 1976 samodzielna gmina. 

## Demografia
Liczba mieszkańców, stan na 1 stycznia:
| Rok                | 1930   | 1947   | 1961   | 2020   |
| ------------------ | ------ | ------ | ------ | ------ |
| Liczba mieszkańców | 15 401 | 15 192 | 14 173 | 11 632 |